# ループレヒト (ドイツ王)
ループレヒト（Ruprecht, 1352年5月5日 - 1410年5月18日）は神聖ローマ帝国のローマ王（ドイツ王、在位：1400年 - 1410年）。正式な皇帝としての戴冠を目指したイタリア出兵には失敗している。ルドルフ1世から続く8代目の非世襲王でヴィッテルスバッハ家出身として2人目。元はプファルツ選帝侯（ループレヒト3世、在位：1398年 - 1410年）。選帝侯ループレヒト2世とシチリア王ピエトロ2世の娘ベアトリーチェ（ベアトリクス）の三男。1347年までローマ王・皇帝だったルートヴィヒ4世は、曾祖父であるバイエルン公兼ライン宮中伯ルドルフ1世の弟。

## 生涯
1379年にローマ王ヴェンツェルに反発してシュヴァーベン都市同盟に加盟、1398年に父の死により選帝侯の一人であるプファルツ選帝侯となる。1400年にヴェンツェルが諸侯によって廃された後、マインツ選帝侯・ケルン選帝侯・トリーア選帝侯の聖界諸侯3人の後押しでローマ王に選ばれた。
しかしこのような経緯から実権は聖界諸侯に握られていてループレヒト自身は貧しく、日用品を商人に用立てたり領内の鉱山を抵当に押さえられている有様であった。権力強化を図り1401年にローマ教皇ボニファティウス9世の戴冠を受ける為にイタリアに向かったが、進軍中に軍資金が底をつき逃げ出す兵が続出した。イタリアの抵抗も大きいことが分かって1402年にイタリア行きを諦め撤退し戴冠を果たせなかった。即位に協力したマインツ選帝侯もループレヒトが所領拡大を企て自領が脅かされると離反してループレヒト非難の先頭に立ち、1409年のピサ教会会議をループレヒトが否定したことで両者の対立は決定的になった。
マインツ選帝侯がフランスに接近、ループレヒトも武力衝突を画策する中、1410年にループレヒトが死去して対立は解消された。死後にヴェンツェルの異母弟ジギスムントと従兄弟のヨープストがローマ王候補者に並び立ったが、翌1411年にヨープストが急死したためジギスムントがローマ王となり（後に皇帝に即位）、皇位の世襲はならなかった。

## 子女
1374年にホーエンツォレルン家のニュルンベルク城伯フリードリヒ5世の娘エリーザベトと結婚し、5男3女をもうけた。早世した長男を除く4人の子は、プファルツ系ヴィッテルスバッハ家の主要な分枝の祖となった。
- ループレヒト・ピパン（1375年 - 1397年）
- マルガレーテ（1376年 - 1434年） - ロレーヌ公シャルル2世と結婚。ロレーヌ女公イザベルの母。
- ルートヴィヒ3世（1378年 - 1436年） - プファルツ選帝侯。
- アグネス（1379年 - 1401年） - クレーフェ公アドルフ1世と結婚。
- エリーザベト（1381年 - 1408年） - オーストリア公フリードリヒ4世と結婚。
- ヨハン（1383年 - 1443年） - プファルツ＝ノイマルクト公。プファルツ＝ノイマルクト家の祖。デンマーク、スウェーデン、ノルウェーの王クリストファ・ア・バイエルンの父。
- シュテファン（1385年 - 1459年） - プファルツ＝ジンメルン＝ツヴァイブリュッケン公。プファルツ＝ジンメルン家の祖。

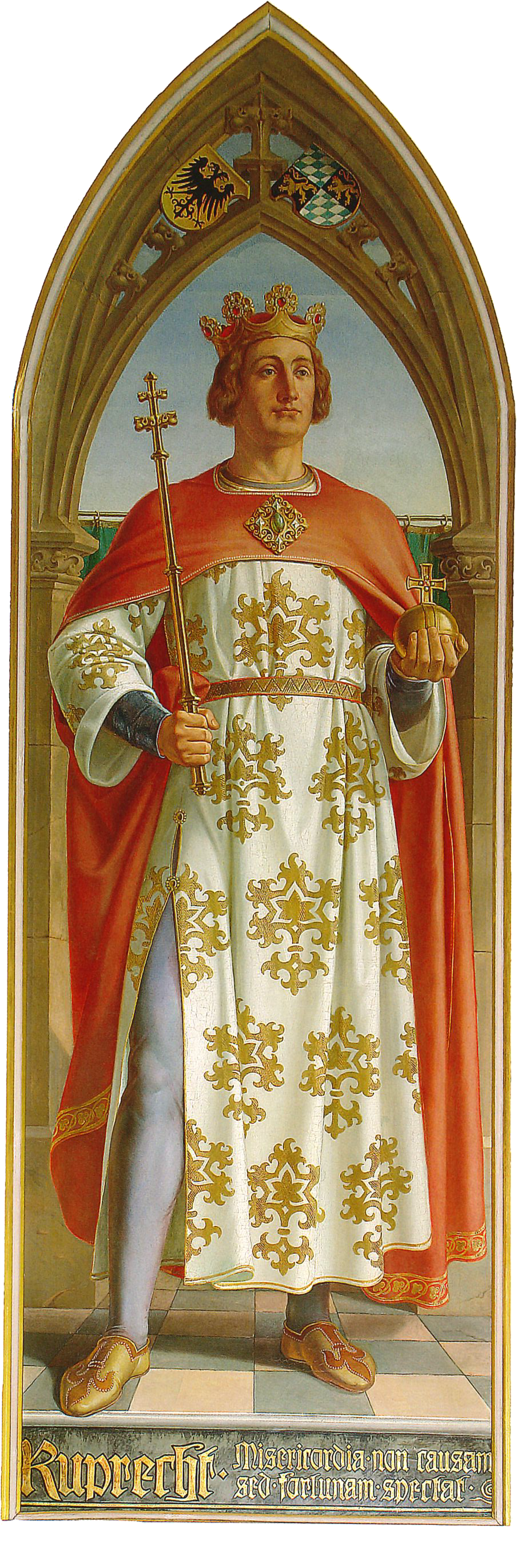
ループレヒト

- ループレヒトオットー1世（1390年 - 1461年） - プファルツ＝モスバッハ公。プファルツ＝モスバッハ家の祖。